# Liste de jeux Mega Man
La liste de jeux Mega Man regroupe les jeux de l'univers Mega Man, notamment de la série originale éponyme et ses jeux dérivés, ainsi que toutes les séries dérivées (Mega Man X, Mega Man Legends, Mega Man Battle Network, Mega Man Zero, Mega Man Star Force), les rééditions et les compilations.

## Mega Man
| Série originale | Jeux dérivés |
| --- | --- |
| - Mega Man (1987), - Mega Man 2 (1988), - Mega Man 3 (1990), - Mega Man 4 (1991), - Mega Man 5 (1992), - Mega Man 6 (1993), - Mega Man 7 (1995), - Mega Man 8 (1996), - Mega Man 9 (2008), - Mega Man 10 (2010), - Mega Man 11 (2018), - Rockman Complete Works: Rockman (réédition du 1er au 6e épisode, 1999), - Mega Man Powered Up (remake du premier jeu, 2006), | Jeux portables - Mega Man: Dr. Wily's Revenge (1991), - Mega Man II (1991), - Mega Man III (1992), - Mega Man IV (1993), - Mega Man V (1994), - Mega Man (1995), - Rockman & Forte Mirai kara no Chōsensha (2000), PC - Mega Man (1988), - Mega Man 3 (1992), - Rockman's IQ Challenge (洛克人IQ旋風) sur PC (Windows) (logiciel éducatif, Asie, 1998) - Rockman Gold Empire (洛克人の黃金帝國) sur PC (Windows) (Taiwan, 1999) - Rockman Strategy / Rockman War (洛克人大戰) sur PC (Windows) (Asie, 2001) - Mega Man Unlimited (fangame, 2011), - Mega Man Maker (fangame, 2017), Jeux de combat - Mega Man: The Power Battle (1995), - Mega Man 2: The Power Fighters (1996), - Rockman Battle and Fighters (2000), - Rockman: Power Battle Fighters (2004), Divers - Wily and Right no RockBoard: That's Paradise (1993), - Mega Man Soccer (1994), - Mega Man Battle and Chase (1997), - Mega Man and Bass (1998), - Super Adventure Rockman (1998), - Mega Man Universe (annulé, 2011), - Street Fighter X Mega Man (2012), Jeux électroniques - Mega Man 2 (1990) - Mega Man 3 (1991) |
| Compilations | |
| - Mega Man: The Wily Wars (1994), - Rockman: Collection Special Box (2003), - Rockman: Power Battle Fighters (2004), - Mega Man: Anniversary Collection (2004), - Mega Man: Legacy Collection (2015), - Mega Man: Legacy Collection 2 (2017), | |

## Mega ManX
| Série principale | Série dérivée (console portable)             | Jeux dérivés |
| --- | -------------------------------------------- | --- |
| - Mega Man X - 1993, - Mega Man X2 - 1994, - Mega Man X3 - 1995, - Mega Man X4 - 1997, - Mega Man X5 - 2000, - Mega Man X6 - 2001, - Mega Man X7 - 2003, - Mega Man X8 - 2004, | - Mega Man Xtreme - 2000, - Xtreme 2 - 2001, | - Mega Man X Command Mission - jeu vidéo de rôle, 2004, - Maverick Hunter X - remake, 2005, - Mega Man X Collection - compilation, 2006, - Maverick Hunter - annulé, 2010, - Mega Man X: Legacy Collection - compilation, 2018 - Mega Man X: Legacy Collection 2 - compilation, 2018 - Mega Man X DiVe - téléphone mobile, 2019, |

## Mega Man Legends
| Série                                                                                        | Jeux dérivés |
| -------------------------------------------------------------------------------------------- | --- |
| - Mega Man Legends - 1997, - Mega Man Legends 2 - 2000, - Mega Man Legends 3 - annulé, 2011, | - The Misadventures of Tron Bonne - 1999, - Rockman DASH 15 Panel - mobile, 2002 - Rockman DASH Golf - mobile, 2003 - Rockman DASH Great Five-Island Adventure - mobile, 2008 |

## Mega Man Battle Network
| Série | Jeux dérivés |
| --- | --- |
| - Mega Man Battle Network (2001), - Mega Man Battle Network 2 (2001), - Mega Man Battle Network 3 (Blue, White, Black) (2002), - Mega Man Battle Network 4 (Red Sun, Blue Moon) (2003), - Mega Man Battle Network 5 (Team ProtoMan, Team Colonel, Double Team DS) (2004), - Mega Man Battle Network 6 (Cybeast Gregar, Cybeast Falzar, Beast Link Gate DX Edition) (2005), | - Mega Man Network Transmission (2003), - Mega Man Battle Chip Challenge (2003), - Rockman.EXE WS (2003), - Rockman.EXE 4.5: Real Operation (2004), - Rockman.EXE Phantom of Network (2004) - Rockman.EXE The Medal Operation (2004) - Rockman.EXE Battle Chip Stadium (2004) - Rockman.EXE: Operate Shooting Star (crossover, 2009), |

## Mega Man Zero
| Série                                                                                                 | Série dérivée                                      | Jeu dérivé                                                  |
| --- | -------------------------------------------------- | ----------------------------------------------------------- |
| - Mega Man Zero (2002), - Mega Man Zero 2 (2003), - Mega Man Zero 3 (2004), - Mega Man Zero 4 (2005), | - Mega Man ZX (2006), - Mega Man ZX Advent (2007), | - Mega Man Zero / ZX: Legacy Collection - compilation, 2020 |

## Mega Man Star Force
| Série | crossover                                    |
| --- | -------------------------------------------- |
| Shooting Star Rockman (流星のロックマン, Ryūsei no Rokkuman) - (2006), - Mega Man Star Force: Pegasus, - Mega Man Star Force: Leo, - Mega Man Star Force: Dragon, Shooting Star Rockman 2 (流星のロックマン2, Ryūsei no Rokkuman 2) - (2007), - Mega Man Star Force 2: Zerker × Saurian, - Mega Man Star Force 2: Zerker × Ninja, Shooting Star Rockman 3 (流星のロックマン3, Ryūsei no Rokkuman 3) - (2008), - Mega Man Star Force 3: Black Ace, - Mega Man Star Force 3: Red Joker, | - Rockman.EXE: Operate Shooting Star (2009), |

## Téléphone mobile
Cette section regroupe les jeux sortis sur téléphone mobile, toutes séries confondues (certains sont déjà cités dans les séries).
| Jeux sur téléphone mobile, toutes séries confondues |
| --- |
| - Mega Man, 2003 - Mega Man, 2007 - Mega Man 2, 2007 - Mega Man 3, 2008 - Rockman 3 Dr. Wily no Saigo!?, 2004 - Rockman 4 Arata Naru Yabō!!, 2005 - Rockman 5 Blues no Wana?!, 2006 - Rockman 6 Shijō Saidai no Tatakai!!, 2007 - Jump! Rockman, 2004 - Rockman Bug Sweeper, 2003 - Rockman Panic Fire, 2003 - Rockman Space Rescue, 2003 - Mega Man Rocket Christmas, 2003 - Rockman Slot, 2003 - Rockman GP, 2004 - Rockman Pinball, 2004 - Rockman DASH Golf, 2003 - Rockman DASH 15 Panel, 2002 - Kobun Flies?, 2001 - Tide Coming Kobun, 2001 - Kobun Assembly, 2001 - Watch Kobun, 2001 - Rockman Golf, 2002 - Rockman.EXE: Phantom of Network, 2004 - Rockman.EXE: Legend of Network, 2006 - Rockman X, 2007 - Rockman DASH - Grand 5 Island Adventure, 2008 - Rockman X2, 2009 - Rockman X3, 2010 - Rockman Tennis, 2010 - Mega Man Rush Marine, 2010 - Intuition! Rockman, 2010 - Rockman Diver, 2011 - Rockman the Puzzle Battle, 2011 - Rockman´s Sprite Logic, 2011 - Rockman Xover, 2012 (serveurs fermés le 31 mars 2015) - Otoranger, 2013 - Mega Man Mobile, 2017 - Mega Man Mobile 2, 2017 - Mega Man Mobile 3, 2017 - Mega Man Mobile 4, 2017 - Mega Man Mobile 5, 2017 - Mega Man Mobile 6, 2017 |